# Jürgen Meyer (Politiker)
Jürgen Meyer (* 26. März 1936 in Düsseldorf) ist ein deutscher Universitätsprofessor, Rechtsanwalt und Politiker der SPD. Er war von 1990 bis 2002 Mitglied des Deutschen Bundestages.

## Ausbildung und Beruf
Meyer studierte Rechtswissenschaften an der Universität Münster und an der Freien Universität Berlin. 1963 promovierte er zum Dr. jur. an der Universität Tübingen zum Thema Dialektik im Strafprozessrecht. Sein Doktorvater war Karl Peters. Von 1964 bis 1965 studierte er in Princeton/New Jersey und Ann Arbor/Michigan.
Seit 1967 Wissenschaftler am Max-Planck-Institut für ausländisches und internationales Strafrecht in Freiburg; seit 1971 außerdem Rechtsanwalt. Er habilitierte sich 1975 und ist seit 1981 Professor an der Universität Freiburg für deutsches und ausländisches Straf- und Strafprozessrecht sowie Kriminologie.

## Politische Tätigkeit
Jürgen Meyer ist seit 1970 Mitglied der SPD. Er war von 1976 bis 1980 für den Wahlkreis Freiburg I Mitglied des Landtages von Baden-Württemberg. Von 1990 bis 2002 war er Mitglied des Bundestages.
Meyer war der Vertreter des Deutschen Bundestages im Grundrechtekonvent sowie im nachfolgenden EU-Verfassungskonvent. Er ist Herausgeber des Standardkommentars zur Charta der Grundrechte.

## Ehrungen und Auszeichnungen
2005 wurde ihm die Verdienstmedaille des Landes Baden-Württemberg verliehen. Zu seinem 70. Geburtstag wurde er mit einer Festschrift geehrt.

## Schriften
- Dialektik im Strafprozeß (Eine Untersuchung der Spannungen im Strafprozeß unter besonderer Berücksichtigung der dialektischen Gewinnung der Strafurteile im Kräftefeld der Schlußanträge). Dissertation. Mohr, Tübingen 1965.
- Kommentar zur Charta der Grundrechte der Europäischen Union. 3. Auflage. Nomos, Baden-Baden 2011, ISBN 978-3-8329-5286-0.